# Greatest Hits in Japan
Greatest Hits in Japan (Selected by Japanese Fans) es un álbum compilatorio de la banda británica Queen. Fue publicada el 15 de enero de 2020 a través de Universal Music Group. El álbum fue publicado sólo en Japón como un lanzamiento de edición limitada.

## Antecedentes
Como parte del "Rhapsody Tour", Queen + Adam Lambert regresaron a Japón en enero del 2020. Para marcar la ocasión, un álbum compilatorio fue lanzado, presentando doce canciones por Queen elegidas por los fans japoneses.
La votación tomó lugar vía online en una sección especial en la página oficial de la banda desde el 6 hasta el 25 de noviembre de 2019, donde como regla general, los fans residentes de Japón fueron invitados a votar por su canción favorita de los 15 álbumes de estudio bajo el principio una persona, un voto. Todos los participantes tenían que escoger sólo una canción para votar de la lista de 172 canciones en total. 
En total fueron 11,988 votantes. La versión de CD del álbum fue exclusiva para Japón, mientras que la versión digital fue disponible mundialmente. La edición limitada del CD también incluía un DVD, que incluye videos musicales de las doce canciones del álbum.

## Lista de canciones
Todas las voces principales por Freddie Mercury, excepto «'39» cantada por Brian May.
| Greatest Hits in Japan |                                                                 |                 |          |  |
| N.º                    | Título                                                          | Escritor(es)    | Duración |  |
| 1.                     | «Somebody to Love» (de A Day at the Races, 1976)                | Freddie Mercury | 4:56     |  |
| 2.                     | «Don't Stop Me Now» (de Jazz, 1978)                             | Mercury         | 3:29     |  |
| 3.                     | «Teo Torriatte (Let us Cling Together)» (de A Day at the Races) | Brian May       | 5:55     |  |
| 4.                     | «Spread Your Wings» (de News of the World, 1977)                | John Deacon     | 4:34     |  |
| 5.                     | «Killer Queen» (de Sheer Heart Attack, 1974)                    | Mercury         | 2:59     |  |
| 6.                     | «The Show Must Go On» (de Innuendo, 1991)                       | May             | 4:32     |  |
| 7.                     | «Bohemian Rhapsody» (de A Night at the Opera, 2975)             | Mercury         | 5:55     |  |
| 8.                     | «'39» (de A Night at the Opera)                                 | May             | 3:30     |  |
| 9.                     | «The March of the Black Queen» (de Queen II)                    | Mercury         | 6:39     |  |
| 10.                    | «Good Old-Fashioned Lover Boy» (de A Day at the Races)          | Mercury         | 2:53     |  |
| 11.                    | «Keep Yourself Alive» (de Queen, 1973)                          | Mercury         | 3:46     |  |
| 12.                    | «Radio Ga Ga» (de The Works, 1984)                              | Roger Taylor    | 5:47     |  |
| 54:55                  |                                                                 |                 |          |  |

## Créditos
Queen
- Freddie Mercury – piano, sintetizador (12), voces (todas las canciones)
- Brian May – guitarra, piano (3), campanas (9), teclado (6), voces (todas menos 4)
- Roger Taylor – batería, sintetizador (12), voces (todas menos 4)
- John Deacon – bajo, guitarra acoustica (4), contrabajo (8)

Músicos adicionales
- Mike Stone – voces en "Good Old-Fashioned Lover Boy"
- Fred Mandel – sintetizador en "Radio Ga Ga"

## Posicionamiento
| Gráficas (2020) | Pico de posición |
| --------------- | ---------------- |
| Japón (Oricon)  | 7                |